# 平岩英子
平岩 英子（ひらいわ えいこ、1971年2月17日 - 2021年3月31日）は、日本のシンガーソングライター。

## 経歴
広島音楽高等学校を卒業。国立音楽大学でリトミックを専修する。
大学卒業後はリトミック教室の講師となる。ソニー・ミュージック・SDヴォイスオーディションに応募したデモテープが評価され、最優秀賞を受賞。
その後、1995年7月21日発売のアルバム「Deep Breath」および、シングルカット盤「私が私である時」でデビューする。シンガーソングライターとしての活動の他、仲間由紀恵や広末涼子などにも楽曲を提供した。
2006年3月をもって、本人公式サイトで活動を一時的に休止することを宣言。以降、没するまでアーティスト活動を再開することはなかった。

## ディスコグラフィ
- シングル（マキシシングル含む）
  - 「私が私である時」（1995年）
  - 「風に吹かれて」（1995年）
  - 「カラカラ」（1996年）
  - 「Snow Field」（1996年）
  - 「卒業」（1997年）
  - 「夏の香水」（1998年）
  - 「泣いている人」（2000年）

- アルバム
  - 「Deep Breath」（1995年）
  - 「Airium」（1997年）
  - 「ユリイカ」（1998年）
  - 「VESTA」（1998年）特記以外作詞・全作曲：平岩英子
    - 01 絵はがき
    - 02 夏の香水 作詞：売野雅勇
    - 03 雨のストーリー 作詞：吉田美奈子
    - 04 林檎
    - 05 クレール
    - 06 さかな
    - 07 宝島
    - プロデュース：GOH HOTODA
    - 共同アレンジャー：Jeff Bova

  - 「nudy camera」（2000年）

- 楽曲提供
  - 広末涼子「青い空に浮かぶ月のように」
  - 仲間由紀恵「I feel you」

## 出演

### ラジオ
- 大瀧詠一の日本ポップス伝（1995年8月7日 - 11日、NHK-FM）
  - 特別番組の「夏の音楽特別講座」にて放送。
  - メインパーソナリティを講師として大瀧詠一、アシスタントを生徒代表として平岩が務めた。